# Црква Свете Тројице у Росама
Црква Свете Тројице у Росама, храм је из 17. вијека и припада митрополији црногорско-приморској Српске православне цркве.
То је једна од двије цркве у Росама (друга је римокатоличка црква Госпе од Кармила). У близини цркве Свете Тројице је и црквиште - остаци старе цркве. У црквеном дворишту је гробље. Храм је грађен од камена, а он је извана видљив на западном зиду и на олтарској полукружној апсиди, која има један мали прозорски отвор. На јужном и сјеверном зиду су по два прозора са гвозденим решеткама, а изнад врата је звоник на преслицу са једним звоном. Капија порте и врата храма су плаве боје. Западни четвероугаони дио порте је поплочан и около, уз зидове, има камене клупе, од којих су двије и уз западни зид храма, поред врата. У порти је на сјеверном зиду и чесма, а у том дијелу се налази један гроб.

## Галерија
- Западни дио црквене порте
- Плава капија порте са каменим зидом
- Вегетација близу храма